# Aftermath
『Aftermath』は、アメリカ合衆国のIDW Publishingが発行したコミック。5部作。テレビシリーズ『エンジェル』から派生したコミック『エンジェル』シリーズの第18巻目から始まるシリーズで、『After the Fall』の続編となっている。

## ストーリー
大勢の市民たちとともに地獄から帰還したエンジェルは、ロサンゼルス市民たちの英雄になる。ウルフラム&ハートを辞職し、エンジェル探偵事務所を再建したエンジェルは、熱狂的な市民たちから逃げ回りながらの日々を送っていた。ある日、就寝中のエンジェルのもとに謎の女ディスが現れる。彼女はビッグワンズの一人、シャーマン・オーク卿の殺し屋だった。エンジェルを愛してしまった彼女は、彼を雇い主であるシャーマン・オーク卿の自宅へと案内する。

## 登場人物
エンジェル
バンパイア
コーディリア・チェイス
当局からの使い。精霊。
シャーマン・オーク卿
小柄な男。ネズミを主食とする。
ケイト・ロックリー
刑事。
グウェン・ライデン
放電能力を持つ女。
ディス
ジャガーの化身。元々動物園の檻の中で生活していたが、変身能力を身につけ、シャーマン・オーク卿のペットとなった。
ジェームズ
鳥人。普段は人間の姿をしている。
プリムローズ
精神病院の院長。『バフィー 〜恋する十字架〜』のコミック版『Slayer,Interrupted』でも登場した。
コナー
エンジェルの息子。

### 公式ホームページ
- 第1章
- 第2章
- 第3章
- 第4章
- 第5章

### その他
- 非公式ホームページ - ウェイバックマシン（2016年3月4日アーカイブ分）